# Pilsens Samlingsparti
Pilsens Samlingsparti (PsP) est un ancien parti politique norvégien, qui n'était présent que dans le comté de Vest-Agder. 
Le programme du parti tenait en dix points, tous liés à la bière et aux brasseries. Le but étant de diminuer les taxes sur l'alcool et en particulier la bière, de rendre plus facile l'obtention d'une licence, de soutenir l'aspect culturel des brasseries. 
Le parti ne s'est présenté qu'une seule fois, aux élections législatives de 2005. Le parti obtint 65 voix, soit 0,07 % des voix pour le comté de Vest-Agder et 0,0025 % au niveau national.